# منتخب الولايات المتحدة للباندي
منتخب الولايات المتحدة للباندي (بالإنجليزية: United States national bandy team)‏ هو ممثل الولايات المتحدة الرسمي في المنافسات الدولية في الباندي في فئة الباندي للرجال.